# Tom Clancy's H.A.W.X
Tom Clancy's H.A.W.X je arkadna letalska strelska videoigra, ki jo je razvil Ubisoft Romania in založil Ubisoft za MS Windows, Xbox 360, PlayStation 3, Android, webOS in iOS. V ZDA je izšla 6. marca 2009. Različica Wii je bila najavljena, vendar so jo preklicali. Septembra 2010 je izšlo nadaljevanje z imenom Tom Clancy's H.A.W.X 2 za Xbox 360 in PlayStation 3. Različici za MS Windows in Wii sta izšli novembra 2010.
Igra se odvija v času dogajanja igre Tom Clancy's Ghost Recon Advanced Warfighter. H.A.W.X se dogaja v bližnji prihodnosti, kjer so zasebna vojaška podjetja v mnogih državah dejansko nadomestila vladne vojske. Igralec igra Davida Crenshawa - nekdanjega vojaškega elitnega pilota, ki ga je rekrutiralo eno od teh podjetij, da bi delal za njih kot eden od njihovih pilotov, ter se na poklic bojeval proti kateremukoli in kdajkoli. Crenshaw se kasneje s svojo skupino vrne v Vojno letalstvo ZDA, da bi poskušal preprečiti vsesplošni teroristični napad na ZDA, ki ga je začelo to vojaško podjetje.
Demo igre za Xbox 360 je izšel 11. februarja 2009, za PlayStation 3 27. februarja 2009 in za MS Windows 2. marca 2009. Igro H.A.W.X so kritiki sprejeli z različnimi ocenami.

## Igranje
Osnovna mehanika igranja je podobna konzolnim letalskim igram, na primer Ace Combat.
Igralci napadajo sovražnika z enim od 50 razpoložljih letal. Vsaka misija se odvija v resničnem svetu in okolju, ki je narejen iz podatkov s komercialnih satelitov. Lahko se izbira pogled iz kabine, zadaj za letalom ali premakljivi pogled, ki omogoča prikaz letala in tarče.
V igri je funkcija Enhanced Reality System (ERS), ki se uporablja kot mehanizem za urjenje igralcev. ERS vključuje radarje, zaznavo prihajajočih izstrelkov, protizrušni sistem, nadzorni sistem škode, taktično karto, prenos informacij, letalske prestrezne poti in nadzor poti izstrelkov. ERS omogoča igralcem tudi izdajo ukazov svojim eskadriljam ali drugim enotam. Ko ERS deluje v polno, je v veliko pomoč igralcu. Funkcije ERS se lahko izbirno ugasnejo, tako da je igra težja, pa tudi igralec ima več manevrirnega prostora.
Igralna palica in nadzornik potiska Ace Edge, izdelana v omejeni količini za paket Ace Combat 6, je v celoti združljiva tako na MS Windows in Xbox 360.

### Večigralski način
Igralci lahko igrajo misije iz kampanje v načinu sodelovanja. Obstaja način igranja do smrti. Zmagovalni igralci dobijo točke izkušenosti, s katerimi lahko pridobivajo še več orožja. Letala, ki so na voljo v večigralskem načinu, so določena z nivojem na katerem se igralec trenutno nahaja.

## Letalska tehnika
V različici za PC je 54 vojaških letal. Vedno več jih je razpoložljivih med igranjem in pridobivanjem izkušenj, ter opravljajo dodatne naloge.
Celotni seznam letal za različico PC:
- A-6A Intruder
- A-7B Corsair II
- AV-8B Harrier II
- A-10A Thunderbolt II
- A-12 Avenger II
- EA-6B Prowler
- EF-111A Raven
- Eurofighter Typhoon
- Mitsubishi F-2
- F-4G Advanced Wild Weasel
- F-5A Freedom Fighter
- F-5E Tiger II
- F-14A Tomcat
- F-14B Bombcat
- F-14D Super Tomcat
- F-15 ACTIVE
- F-15C Eagle
- F-15E Strike Eagle
- F-16A Fighting Falcon
- F-16C Fighting Falcon
- F/A-18C Hornet
- F/A-18E Super Hornet
- F/A-18RC Hornet
- F-18 HARV
- F-20 Tigershark
- F-22 Raptor
- FB-22 Strike Raptor
- F-35 JSF
- F-117 Nigthawk
- MiG-21 Fishbed
- MiG-25 Foxbat
- MiG-29 Fulcrum
- MiG-33 Super Fulcrum
- Mirage III
- Mirage IVP
- Mirage 5
- Mirage F1
- Mirage 2000C
- Mirage 2000-5
- Rafale S
- Saab 39 Gripen
- SEPECAT Jaguar
- Su-25 Frogfoot
- Su-27 Flanker
- Su-32FN
- Su-34 Fullback
- Su-35 Super Flanker
- Su-37 Terminator
- Su-47 Berkut
- X-29
- XA-20 Razorback - izmišljeno letalo (lovsko letalo ZDA v igri EndWar)
- YF-12A
- YF-17 Cobra
- YF-23 Black Widow II

## Nadaljevanje
5. maja 2010 je Ubisoft napovedal, da nadaljevanje, HAWX 2, razvija Ubisoft Romania za Xbox 360, PlayStation 3, Wii in PC. Igra je izšla 7. septembra 2010 za Xbox 360 in PlayStation 3. Ubisoft je uradno napovedal, da bo različica nadaljevanja za PC (H.A.W.X 2), ki naj bi izšla septembra 2010, izšla 16. novembra 2010. V nadaljevanju naj bi bilo več realizma in vestnega opisa dejanskega zračnega boja. Sem spada vzletanje in pristajanje, nova orožja, brazpilotna letala (UAV), zračna oskrba z gorivom, ter nekaj novih funkcij, ki naj bi ugajale povprečnim igralcem ali navdušencem za reaktivna letala.